# Tekes
Tekes je řeka v autonomní oblasti Sin-ťiang v ČLR (dolní tok) a v Almatské oblasti v Kazachstánu (horní tok). Je jednou ze zdrojnic řeky Ili. Je 438 km dlouhá. Povodí má rozlohu 29 600 km².

## Průběh toku
Pramení u východního konce hřbetu Těrský Alatau. Protéká převážně širokou mezihorskou rovinou, která rozděluje osově hřbety Východní Ťan-Šan a Ketmeň. Poblíž ústí se nacházejí slaniska a bažiny.

## Vodní režim
V létě má větší vodnost a zamrzá od prosince do března. Průměrný roční průtok poblíž ústí je 270 m³/s.

## Využití
Využívá se pro zavlažování.